# Aeroporto di Rosignano

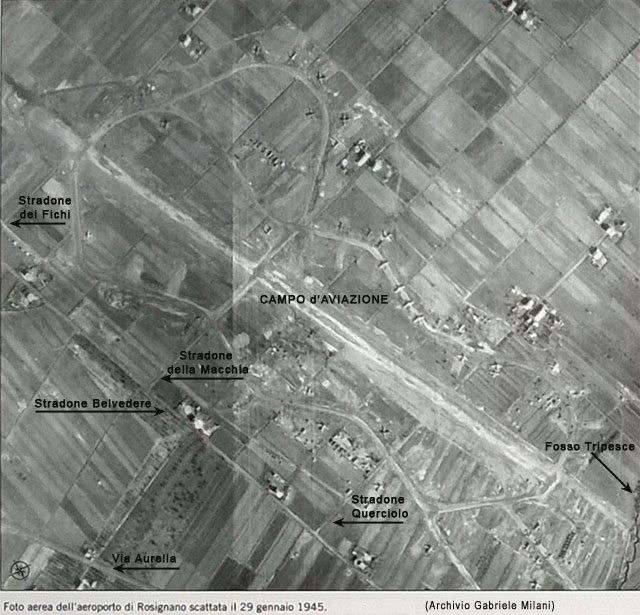
Foto aerea dell'aeroporto

L'aeroporto di Rosignano è stato un aeroporto realizzato e utilizzato per l'operazione Herring durante la seconda guerra mondiale,  unico aviolancio fatto in Italia, situato nella piana del fiume Fine tra i paesi di Vada e Cecina nella provincia di Livorno.
Come è noto, l’Operazione Herring fu una manovra di infiltrazione e sabotaggio effettuata dalle forze alleate, a soli cinque giorni dalla fine della guerra, per accelerare il processo di liberazione di quella parte di Italia ancora soggetta al dominio tedesco. I velivoli statunitensi per il trasporto e per l’aviolancio dei paracadutisti decollarono la sera del 20 aprile 1945 dall’ex aeroporto di guerra di in zona Vada per oltrepassare la Linea Gotica.
L'USAAF concluse le sue operazioni a Rosignano il 30 settembre 1945, quando il 117º squadrone delle comunicazioni aeree del Regio Esercito chiuse la sua struttura sulla stazione. Oggi c'è poca o nessuna evidenza del campo d'aviazione, dato che il terreno è stato restituito ad uso agricolo.